# Fur (talemåde)
 For alternative betydninger, se Fur (flertydig). (Se også artikler, som begynder med Fur)
Fur er et ældre dansk udtryk, der beskriver handlingen at give nogen en hård medfart, f.eks et kraftigt skub eller hård kritik. Det er afledt af verbet fure i betydningen skubbe, jage bort. Fur er substantiv, intetkøn, og bøjes furet, furene.
Eksempel: Zenia gav sin kollega et fur, så han tabte sin kaffekop, eller Læreren gav Jens et fur for at glemme sine opgaver

## Eksterne kilder og henvisninger
- Fur på ordnet.dk